# Maratón de Los Ángeles

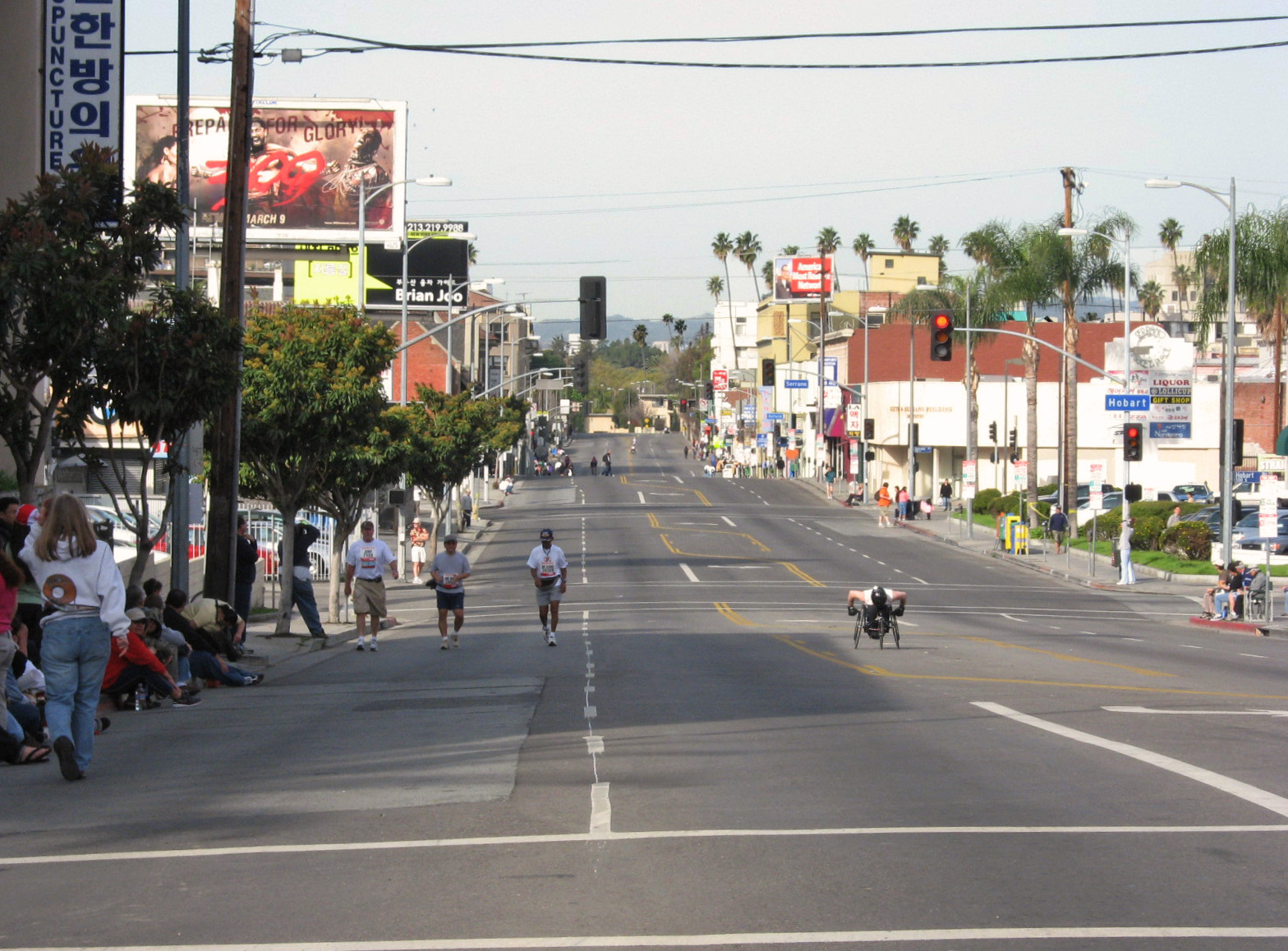
Maratón de Los Ángeles en marzo de 2007

El Maratón de Los Ángeles es una carrera popular anual que se disputa en la ciudad de Los Ángeles, California, desde 1986. La distancia a recorrer es de 42.195 kilómetros (26.2 millas) como corresponde a una carrera de maratón. 
La primera edición en el año 1986 surge a raíz del éxito de los Juegos Olímpicos de Los Ángeles 1984. La carrera comienza para los populares a las 7:28AM y para las chicas profesionales a las 7:11AM desde el Dodger Stadium, y recorre la mencionada ciudad y otras localidades cercanas como Santa Mónica (donde está la meta), Beverly Hills, Hollywood y West Hollywood.
Próxima edición 17 de marzo de 2024.